# فلیشیا افرسیلوایی
فلیشیا افرسیلوایی (انگلیسی: Felicia Afrăsiloaie؛ زادهٔ ۱۶ january ۱۹۵۴ (۷۱ سال)) ورزشکار روئینگ اهل رومانی است.
وی در مسابقات کشوری و بین‌المللی در مجموع برندهٔ ۱ مدال نقره، ۱ مدال برنز شده‌است.